# Polski obóz wojskowy w La Mandria di Chivasso

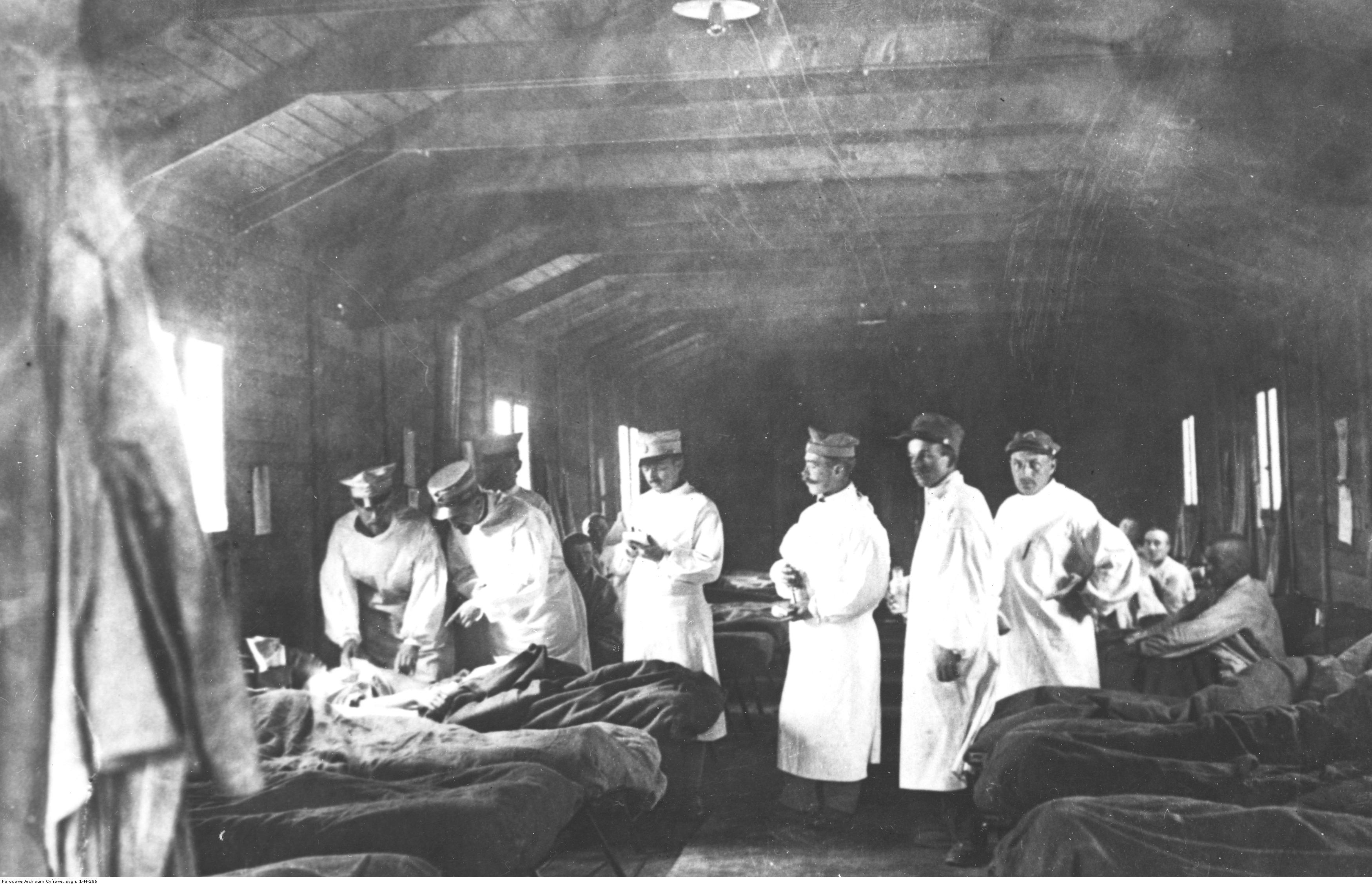
Polski obóz wojskowy w La Mandria di Chivasso – lekarze doglądający chorych w szpitalu

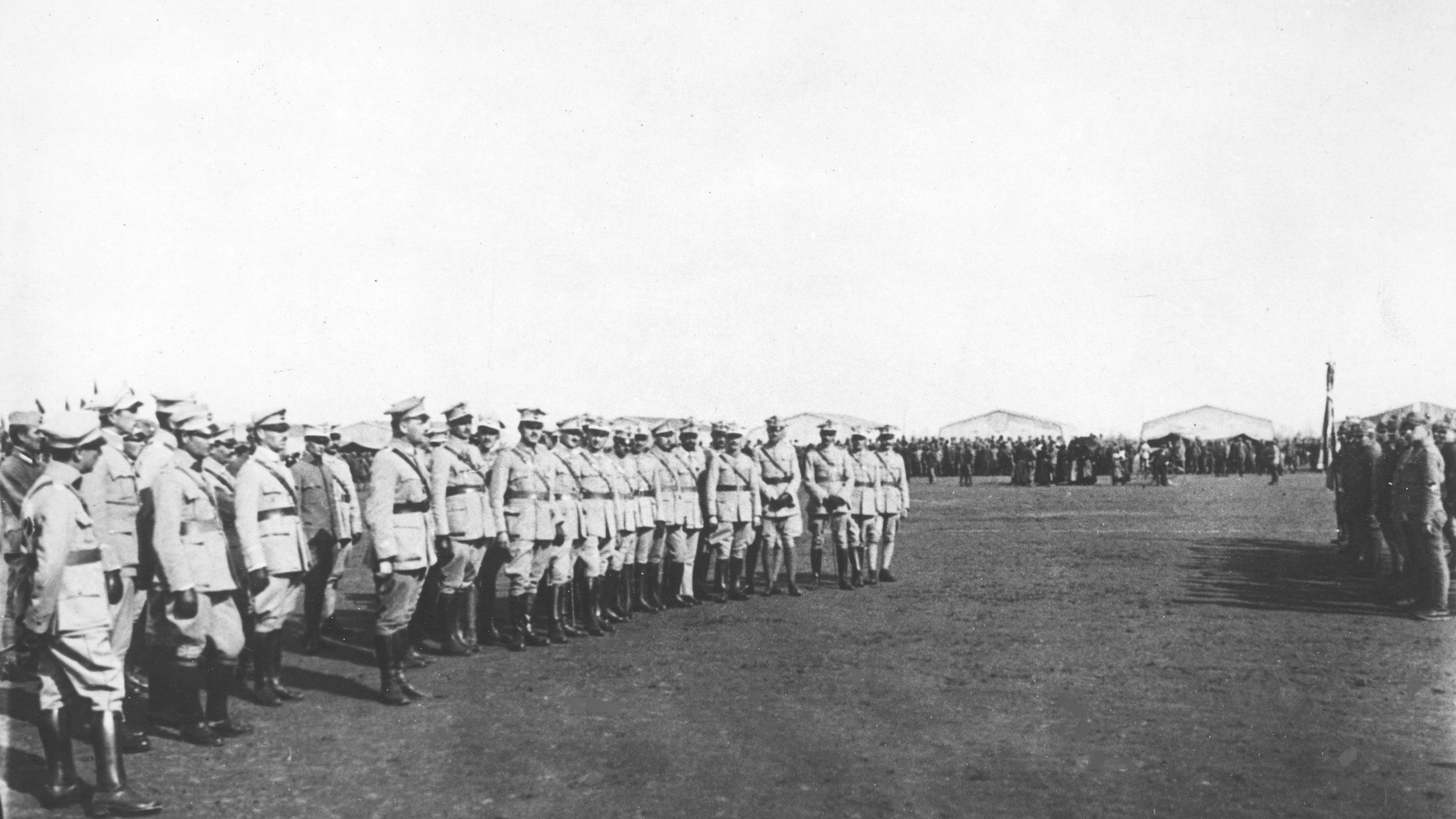
Polski obóz wojskowy w La Mandria di Chivasso – przyjmowanie sztandarów; przemawia ppłk Dienstl-Dąbrowa

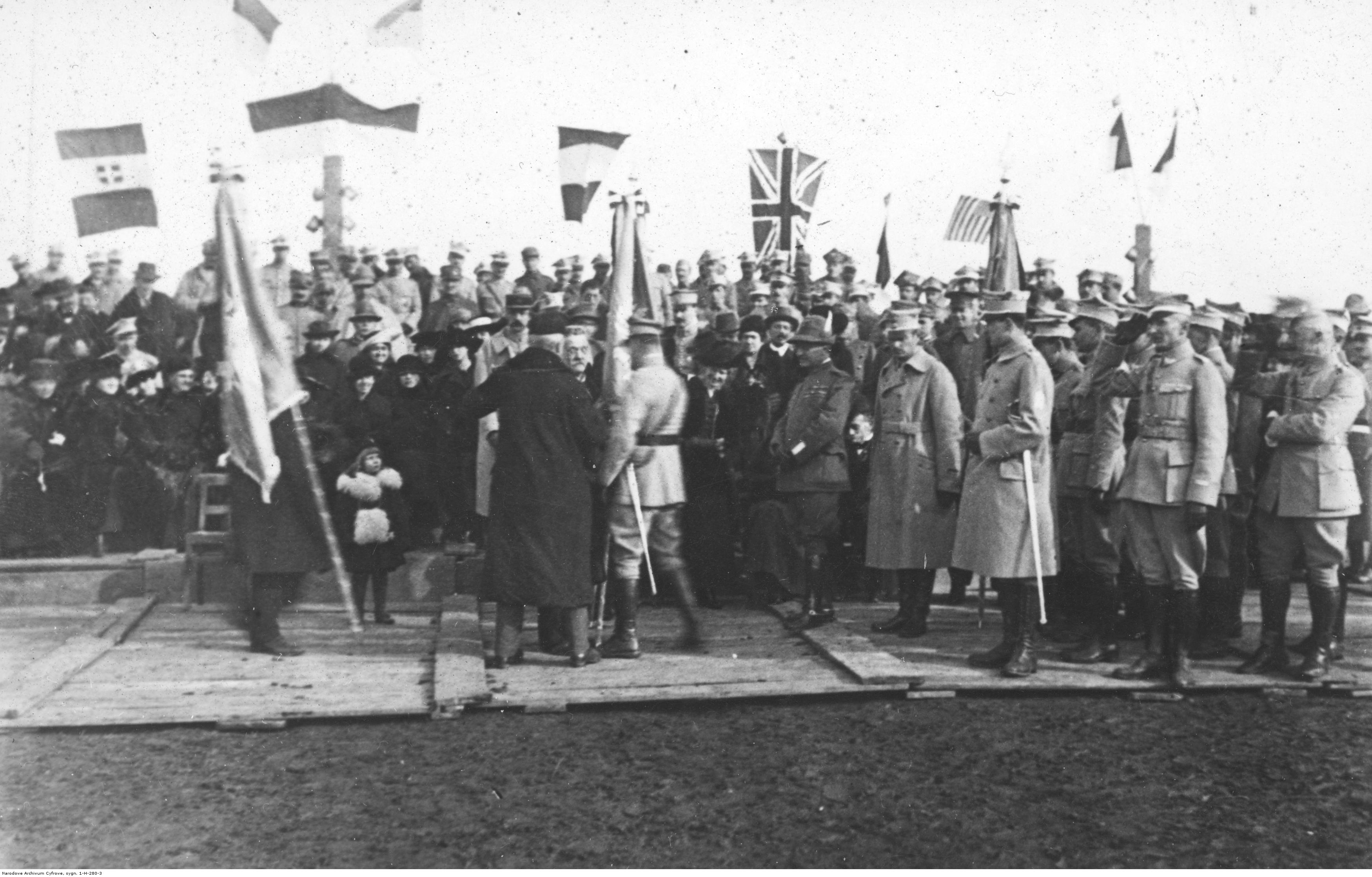
Polski obóz wojskowy w La Mandria di Chivasso – wręczenie sztandaru pułkowi im. Garibaldiego; 15 marca 1919 r.

Polski obóz wojskowy w La Mandria di Chivasso – obóz wojskowy sformowany we Włoszech w 1918 roku, w ramach Armii Polskiej we Francji, z jeńców armii austro-węgierskiej i Armii Cesarstwa Niemieckiego narodowości polskiej.

## Formowanie i zmiany organizacyjne
Już od 1917 Polacy żyjący i działający we Włoszech usilnie zabiegali o zgodę władz włoskich na wydzielenie polskich żołnierzy spośród jeńców wojsk austro-węgierskich i skupienie ich w osobnych obozach. 
W tym też roku profesor Maciej Loret i Jan Zamorski założyli Komitet Polski w Rzymie, który miał na celu opiekę nad Polakami przebywającymi w obozach jenieckich na terenie Włoch.
Wkrótce Komitet uzyskał zezwolenie na skupienie jeńców-Polaków w oddzielnych obozach. W listopadzie 1918 został otwarty także drugi polski obóz wojskowy w La Mandria di Chivasso. W czasie wojny znajdował się tu obóz szkoleniowy lotnictwa włoskiego.
W grudniu komendantem obozu został kpt. Marian Dienstl-Dąbrowa.
Tak oto początki wspomina por. Karol Chowaniec:

Gdyśmy widzieli przychodzące transporty jeńców Polaków, serce się krajało na widok nędzy i wycieńczenia. Wystarczy nadmienić, że jedna czwarta każdego transportu musiała być odesłana do szpitala. Rozpacz brała nas oficerów, patrzących na ten materiał, z którego mieliśmy tworzyć armię polską. Nie myśleć nam o żołnierzu - musieliśmy się zamienić w lekarzy, ratujących setki żyć polskich. Odżywić tych biedaków, okryć przed mrozem, dać im spokojny kąt by odpoczęli, przyszli do siebie, by odżyli (...). Do tych biedaków, znękanych niewolą, wycieńczonych trudami i poniewierką po różnych obozach, przyszliśmy z wielkim słowem: « Wolny jesteś!».

Problemem było też powszechnie panujące zawszenie. Dodatkowym utrudnieniem było to, że na terenie obozu działała tylko jedna studnia, z której woda nadawała się do picia, a łaźnię otwarto dopiero w pierwszej połowie stycznia. Jednak interwencja Misji KNP u władz włoskich dała pozytywne rezultaty. Pomagał Amerykański i Włoski Czerwony Krzyż. W dniach od 9 do 17 stycznia 1919 dostarczono 470 par butów i 200 kocy, 10 000 płaszczy, 3 000 polskich książek.

## Formowanie jednostek
Na przełomie 1918 i 1919 w obozie La Mandria di Chivasso zorganizowano pułk piechoty im. Adama Mickiewicza, 3 pułk piechoty im. Giuseppe Garibaldiego, pułk piechoty im. Francesco Nullo. Sformowano także pułk artylerii im. Józefa Bema, dywizjon kawalerii, oddział karabinów maszynowych, kompanię saperów i kompanię sanitarną. W tym czasie w obozie przebywało około 12 000 żołnierzy. W marcu 1919 powstał pułk piechoty im. Zawiszy Czarnego, zaś w kwietniu pułk piechoty im. Stefana Czarnieckiego.

## Żołnierze obozu
| Komendanci obozu | Komendanci obozu       | Komendanci obozu       | Komendanci obozu   |
| stopień          | imię i nazwisko        | okres pełnienia służby | kolejne stanowisko |
| ---------------- | ---------------------- | ---------------------- | ------------------ |
| kpt.             | Marian Dienstl-Dąbrowa | XII 1918 –             |                    |